# 吉讷
吉讷（法語：Guînes，法語發音：[ɡin]）是法国上法蘭西大區加来海峡省的一个市镇，属于加来区。

## 地理
吉讷（50°52'9"N, 1°52'13"E）面积26.42 平方千米，位于法国上法蘭西大區加来海峡省，该省份为法国北部沿海省份，西北濒北海，南至索姆省，东临北部省。
与吉讷接壤的市镇（或旧市镇、城区）包括：莱萨塔克、昂德尔、布克欧、卡菲耶、康帕涅莱吉讷、菲耶讷、阿姆-布克尔、埃尔默兰冈。

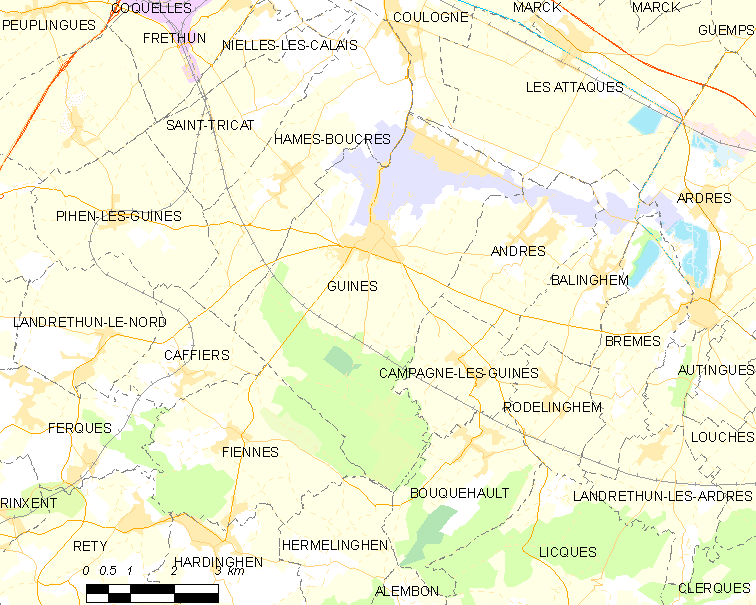
吉讷的OSM定位图

吉讷的时区为UTC+01:00、UTC+02:00（夏令时）。

## 行政
吉讷的邮政编码为62340，INSEE市镇编码为62397。

## 政治
吉讷所属的省级选区为加来第二县。

## 人口

1962-2008年间吉讷人口变化图示

吉讷于2022年1月1日时的人口数量为5508人。